# Gran Loggia di Russia
La Gran Loggia di Russia ( GLR ) è l'istituzione massonica regolare di Russia. Fondata il 24 giugno 1995, è stata la prima Grande Loggia Nazionale dopo la messa al bando della massoneria e la chiusura ufficiale di tutte le organizzazioni massoniche nel 1922.
La Gran Loggia di Russia è l'unica istituzione massonica in territorio russo riconosciuta dalle grandi Logge regolari internazionali e vanta un mutuo riconoscimento con la Gran Loggia Unita d'Inghilterra (dal 1996) e con oltre 100 grandi logge nel mondo.

## Storia

### Le prime logge regolari in Russia
Tra il 1992 ed il 1993, la Gran Loggia Nazionale di Francia istituì sul territorio russo le seguenti logge : "Armonia" (Mosca), "Lotos" (Mosca), "Nuova Astrea" (San Pietroburgo), "Gamayun" (Voronezh).
- Il 14 gennaio 1992, a Parigi, fu fondata la loggia "Armonia", istituita da Fratelli regolarizzati nella loggia "Astrea" n. 100 della GLNF (Grande Loggia Nazionale di Francia)[1] .
- Il 24 giugno 1993, a San Pietroburgo, fu fondata la loggia "Nuova Astrea"
- Il 24 giugno 1993, a San Pietroburgo fu fondata la loggia "Gamayun" di Voronezh.
- Il 12 ottobre 1993, fu fondata a Mosca la loggia "Lotos"[3] .

### Fondazione della Gran Loggia di Russia
La Gran Loggia di Russia è stata fondata a Mosca con la prima assemblea costituente del 24 giugno 1995. I fondatori della Gran Loggia di Russia furono la Gran Loggia Nazionale di Francia (che ne divenne Loggia Madre) e le quattro logge precedentemente istituite dalla GLNF su territorio russo ("Armonia", "Lotos", "Nuova Astrea" e "Gamayun" ) e che entrarono a far parte della GLR durante la costituzione della stessa. Il primo Gran Maestro della Gran Loggia di Russia è stato Georgy Borisovich Dergachev.

## La Gran Loggia di Russia oggi
Nel marzo del 2001, la loggia ha subito uno scisma, generando la nuova Gran Loggia Unita di Russia.
Nel luglio del 2015, si è tenuta un'assemblea solenne, coincidente con il 20º anniversario della Gran Loggia di Russia alla quale hanno partecipato circa trecento massoni. Durante il discorso del Gran Maestro, fu annunciata l'intenzione di procedere con un ulteriore sviluppo della massoneria regolare in tutti i distretti federali della Russia.

Al 2 luglio del 2018, il numero degli iscritti alla GLR era di oltre settecento massoni, distribuiti in 33 logge attive. Il Maestro venerabile della GLR è Andrey Bogdanov.

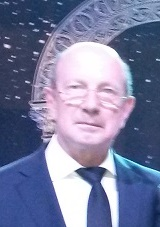
Il primo Gran Maestro della GLR - Georgy Dergachev
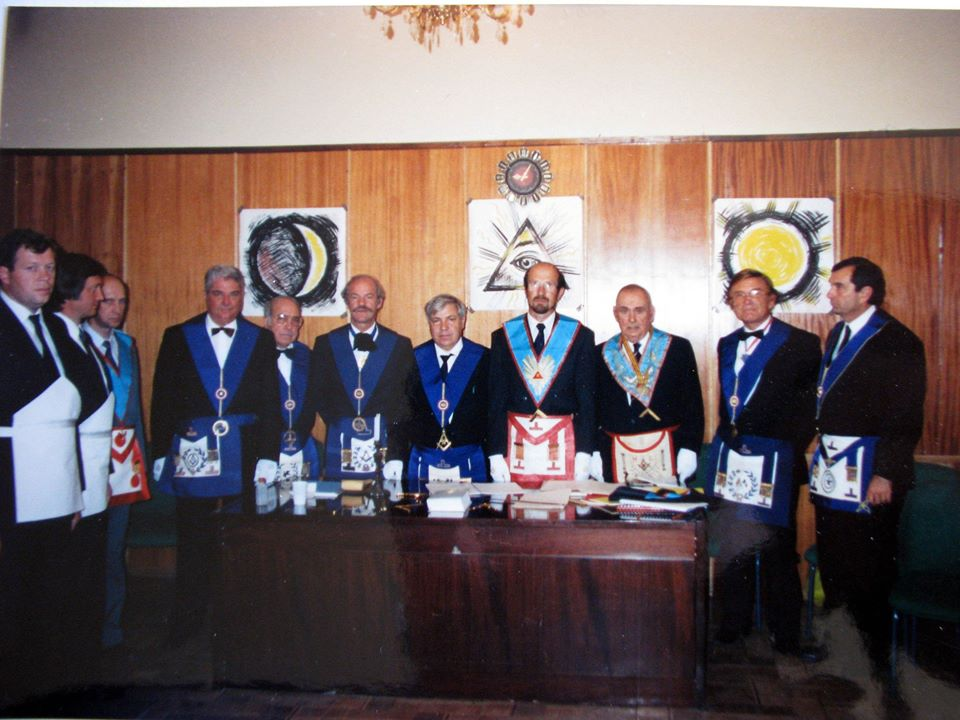
I primi lavori della loggia "Armonia" n. 698 - GLNF - Mosca, 7 settembre 1992

### Creazione di Distretti e Grandi Logge
All'inizio del 2013, la GLR ha istituito il Distretto "Caucaso" che comprendeva due logge in Georgia e una loggia in Abkhazia.
Il 14 marzo del 2015, dalle logge del Distretto "Caucaso" e con la partecipazione diretta della Gran Loggia di Russia, l'oriente di Tbilisi ha fondato la Gran Loggia di Georgia (la prima Gran Loggia georgiana nazionale in assoluto). La Gran Loggia di Russia, divenne quindi Loggia Madre della Gran Loggia della Georgia  .

## Riti della Gran Loggia di Russia (1-3 grado)
- Scozzese Antico e Accettato
- Francese
- Emulation
- Memphis e Misraim
- Dal 2009 al 2010 la loggia "Santo Graal" ha operato secondo il rito Zinnendorf[4] ;

### Organizzazioni con gradi supplementari
Solo i membri della Gran Loggia di Russia sono ammessi alle organizzazioni elencati di seguito:
- Consiglio Supremo di Russia R.S.A.A. (4° - 33°);
- Santuario Sovrano Russo GMO Antico e primitivo Rito Orientale di Misraim-Memphis (4° - 97°);
- Gran Capitolo Generale del Rito Francese (1-5 ordini);
- Capitolo dell'Arco Reale "Santa Cecilia" n. 6190.